# Thomas Sebeok

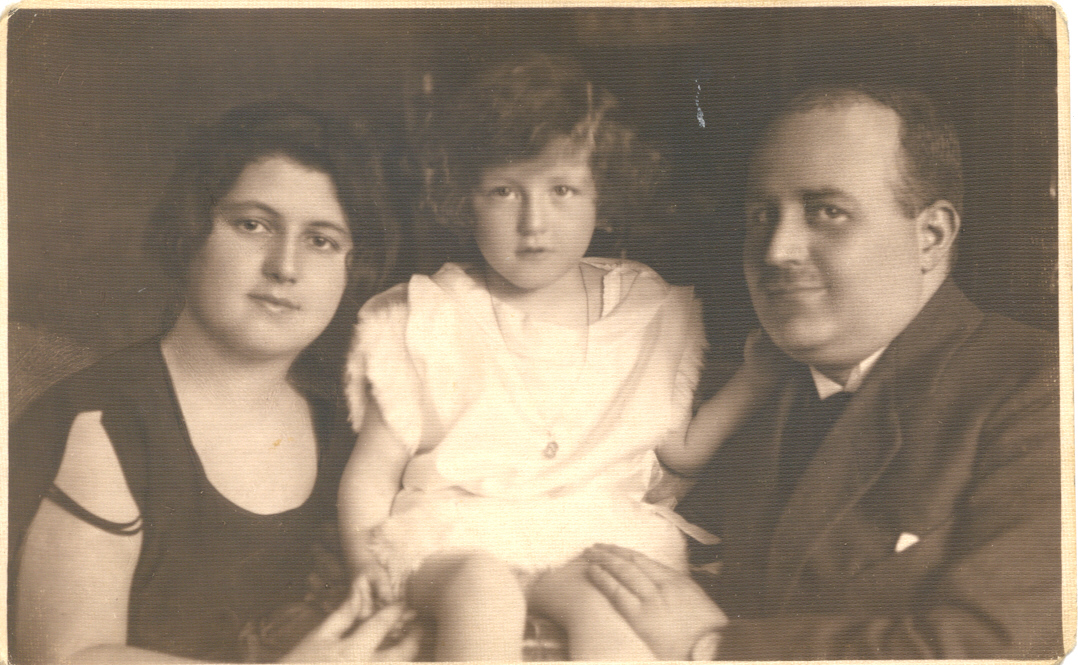
Sebeok met zijn ouders, ca. 1924

Thomas Albert Sebeok (ook genoemd: Tom Sebeok; Hongaars: Tamás Sebők; Boedapest, 9 november 1920 – Bloomington, 21 december 2001) was een Amerikaanse taalkundige en semioticus, als hoogleraar verbonden aan de Universiteit van Indiana. Sebeok, maestro signorum en groot organisator, staat bekend als de 'vader' of 'uitvinder' van de internationale semiotiek.

## Persoonlijk leven
Thomas Sebeok was het enige kind van Vera Perlmann en Dezső Sebeők.
Hij was in Budapest leerling aan het Fasori Evangélikus Gimnázium. In 1936 verhuisde hij naar Cambridge, Verenigd Koninkrijk, waar hij zich inschreef bij het Magdalene College (Universiteit van Cambridge). Een jaar later trok hij, op diens advies, vanwege het groeiende nationaalsocialisme in Europa, in bij zijn vader in New York. In 1939 speelde hij in New York in een Latijnse uitvoering van Plautus' blijspel Miles Gloriosus.
In 1944 verwierf Sebeok het Amerikaanse staatsburgerschap. Op 10 september 1947 trouwde hij met Mary Eleanor Lawton (1912-2005), met wie hij een dochter kreeg. Ze scheidden in 1973. In 1973 trouwde Sebeok met Donna Jean Umiker (geb. 1 oktober 1946), met wie hij twee dochters kreeg.
Sebeok stierf op 21 december 2001 aan de gevolgen van leukemie.

## Academische opleiding
In Cambridge ontmoette Sebeok I. A. Richards en ontdekte hij diens met C.K. Ogden gepubliceerde werk over 'betekenis', The Meaning of Meaning: A Study of the Influence of Language upon Thought and of the Science of Symbolism (1923). Ook kwam hij er in aanraking met een, slechte, vertaling van Jakob von Uexkülls werk uit 1920, Theoretische Biologie, waarvan hij op dat moment weinig begreep, maar later zou hij ernaar teruggrijpen en in het laatste kwart van de eeuw kreeg het werk van Von Uexküll via Sebeok een centrale plaats in de ontwikkeling van de semiotiek.
In 1939 schreef zich Sebeok zich in als student in de taalkunde aan de Universiteit van Chicago. Hij studeerde er bij onder meer de taalkundige Leonard Bloomfield, onder wie Sebeoks eerste publicatie (1942) tot stand kwam, de filosoof Rudolf Carnap, de sanskritist George V. Bobrinskoy en de semioticus Charles Morris. Sebeok werd in 1940 de toegang tot de taalkundesectie ontzegd, nadat Bloomfields positie als hoofd van de afdeling in 1940 werd overgenomen door de met het vakgebied weinig bekende filosoof Richard McKeon, met wie Sebeok in een ernstige woordenwisseling was geraakt. Morris delegeerde Sebeok vervolgens naar de afdeling sociale wetenschappen, waar hij door Robert Redfield welkom werd geheten om deel te nemen aan het onderwijs in diens expertise, de antropologie. Binnen het vakgebied ging Sebeoks interesse uit naar de biologische antropologie. Onder invloed van de biologen in Chicago ontwikkelde hij wat later wel is gekenmerkt als een "biologische manier van denken". In 1941 slaagde Sebeok voor zijn graduation diploma in de antropologie en behaalde daarmee zijn Bachelor of Arts-graad.
Door bemiddeling van een bevriende gasthoogleraar kreeg Sebeok, die in Chicago geen financiële steun had weten te vinden, in 1942 een Jane Eliza Procter Fellowship, een zeer genereuze beurs voor de voortzetting van zijn studie aan de afdeling Oosterse talen en beschavingen van de Princeton-universiteit. Er was echter op Princeton niemand die hem in zijn ontwikkeling goed kon begeleiden, zodat hij een treintrajectkaart kocht om regelmatig voor advies Roman Jakobson te bezoeken, die op dat moment in exil doceerde aan The New School for Social Research in New York. Onder externe begeleiding van Jakobson behaalde Sebeok in 1943 te Princeton zijn Master of Arts-graad in de antropologische taalkunde. Hij promoveerde er in 1945 op het proefschrift Finnish and Hungarian case systems: their form and function.

## Loopbaan
Na het behalen van zijn MA, in 1943, ging hij aan het werk bij de Universiteit van Indiana in Bloomington, Indiana, om er zijn hele leven te blijven. Hij hield zich aanvankelijk in het kader van de Office of Strategic Services bezig met de training van luchtmachtpersoneel, bijvoorbeeld ter voorbereiding op luchtlandingsoperaties in de Baltische staten. De Tweede Wereldoorlog, zo verklaarde hij later, zorgde ervoor dat Sebeok niet koos voor de genetica en de biologie als onderzoeksgebied, zoals hij had overwogen, maar voor de taalkunde en de antropologie. Hij werkte in Indiana op verschillende afdelingen, maar vooral op het Research Center for Anthropology, Folklore, and Linguistics (later Research Center for Language Studies en sinds 1975, dankzij Sebeok, Research Center for Language Studies and Semiotics).
Belangrijk in de ontwikkeling van Sebeok als semioticus, was een "vrij" jaar, 1960-1961, aan het Stanford Center for Advanced Study in the Behavioral Sciences. Hij gebruikte het jaar om verdere studie te doen naar de communicatie bij dieren, waarvoor hij in 1963 de term zoösemiotiek muntte. Later maakte hij, ook voor mensen, een scherp onderscheid tussen 'taal' en 'communicatie': taal heeft, door exaptatie, een voor de mens specifieke vorm van communicatie gebracht, maar communicatie zelf is een universeel fenomeen in de levende natuur. Sebeok kon zich dan ook niet vinden in een semiotiek die zich beperkte tot Saussures semiologie – Sebeok beschouwde het idee, dat semiosis te reduceren zou zijn tot een talig model van betekenis, als een pars-pro-totodwaling, hoewel hij voor de semiologie wel een plek zag binnen de semiotiek in ruimere zin.
Sebeok heeft zich onvermoeibaar ingespannen om de term semiotics (semiotiek) in te voeren als aanduiding voor het brede onderzoek naar tekens en hun werking. Niet alleen was Saussures 'semiologie' lange tijd dominant in de tekenleer, ook de navolgers van Charles Peirce, de grondlegger van de semiotische theorie, hielden vast aan een andere aanduiding, namelijk semeiotic. Aan het eind van de twintigste eeuw was, hoofdzakelijk dankzij Sebeok, 'semiotiek' de dominante term geworden, terwijl inmiddels ook was gebleken dat Saussure geen aanspraak kon maken op het eerste gebruik van de term 'semiologie' en dat Peirce zelf ook gebruik had gemaakt van het woord 'semiotics'.
In 1962 organiseerde Sebeok in Indiana een conferentie rond paralinguïstiek en kinesiek, bedoeld om uiteenlopende wetenschappelijke disciplines als culturele antropologie, taalkunde, onderwijskunde, psychologie en psychiatrie samen te brengen. Het sloot aan bij zijn gedachte, ingegeven door zijn studie van diercommunicatie, dat een breder perspectief noodzakelijk was voor de studie van tekens. Margaret Meads voorstel, aan het einde van de conferentie, om semiotics te laten verwijzen naar alle modaliteiten van gestructureerde communicatie, vond instemming. Sebeok noemde het conferentieverslag, dat wel wordt gezien als het begin van de semiotiek als intellectuele beweging in Amerika, Approaches to Semiotics, een naam die hij in 1969 opnieuw gebruikte voor zijn bekende uitgavenreeks bij Mouton.
In 1968 muntte Sebeok de term anthroposemiotics (antroposemiotiek), als onderdeel van de zoösemiotiek, om de studie naar het menselijke gebruik van tekens aan te duiden. In 1981 introduceerde de Duitse semioticus Martin Krampen de term phytosemiotics (fytosemiotiek) voor de studie naar de werking van tekens tussen planten en tussen planten en dieren. Fyto-, zoö- en antroposemiotiek corresponderen met de traditionele verdeling van de levende natuur in planten, dieren en mensen, en dat inspireerde Sebeok semiose te zien als het kenmerkende criterium voor leven. Hij breidde die gedachte uit en stelde dat de wetenschap van tekens en de levenswetenschappen van dezelfde orde zijn, een zienswijze die hij onder de reeds bestaande term biosemiotiek bracht. Sebeok zag het pionierswerk van Jakob von Uexküll (1864-1940) in het onderzoek naar het gedrag van dieren als een ankerpunt in de biosemiotiek. Ook zag hij een nauwe verwantschap tussen biosemiotiek en de cognitiewetenschap.
Niet iedereen kon zich vinden in de door Sebeok voorgestelde de facto gelijkschakeling van semiotiek met de biosemiotiek. Sommigen betogen dat het fysieke universum, dat het biologische leven omgeeft en dat is gevormd op een manier die leven mogelijk maakt, als geheel niet moet worden uitgesloten van de semiotiek. In verband hiermee introduceerde John Deely in 1989 het begrip physiosemiosis (fysiosemiose), een verruiming van semiose tot de meest primitieve levensvormen en zelfs voorbij de grens van leven.

## Sebeok Fellow Award
De Semiotic Society of America kent, als haar hoogste onderscheiding, sinds 1991 elke twee tot vier jaar de naar Sebeok vernoemde titel Sebeok Fellow toe aan personen die bijzonder hebben bijgedragen aan de ontwikkeling van de semiotiek. Sebeok Fellows:
1. David Savan (1992)
2. John Deely (1993)
3. Paul Bouissac (1996)
4. Jesper Hoffmeyer (2000)
5. Kalevi Kull (2003)
6. Floyd Merrell (2005)
7. Susan Petrilli (2008)
8. Irmengard Rauch (2011)
9. Paul Cobley (2014)
10. Vincent Colapietro (2018)